# Sedan, Ardennes
För andra betydelser, se Sedan (olika betydelser).
Sedan är en kommun i departementet Ardennes i regionen Grand Est (tidigare regionen Champagne-Ardenne) i nordöstra Frankrike, belägen vid floden Meuse. År 2022 hade Sedan 16 727 invånare.

## Historia
Sedan grundades 1424. Under 1500-talet var staden en tillflyktsort för protestantiska flyktingar under hugenottkrigen.
Fram till 1651 tillhörde det oberoende furstendömet Sedan släkten La Tour d'Auvergne. Släktens mest berömda person, marskalk Turenne föddes i Sedan den 11 september 1611. Med stöd från Tysk-romerska riket, lyckades Sedan under trettioåriga kriget besegra Frankrike vid slaget vid La Marfée. Direkt efter segern belägrades furstendömet och dess prins, Frédéric Maurice de La Tour d'Auvergne, kapitulerade till Frankrike. Ett år efter kapitulationen införlivade prinsen Sedan med Frankrike, som tack för att de inte dömde honom till döden efter att han varit inblandad i en konspiration mot Frankrike.
Den 2 september 1870, under fransk-tyska kriget, togs den franska kejsaren Napoleon III och 100 000 av hans soldater till fånga vid slaget vid Sedan. Tack vare denna seger, som även bidrog till det tyska "Andra rikets" uppkomst, utropades 1871 den 2 september till "Sedandagen" (tyska Sedantag) och nationell helgdag i Tyskland. Dagen förblev helgdag till 1919.
Under andra världskriget invaderade tyska trupper först det neutrala Belgien och gick därefter över Meuse vid Sedan. På grund av detta kunde de tränga in genom den franska försvarslinjen Maginotlinjen.

## Slottet, Château de Sedan
49°42′7″N 4°56′58″Ö / 49.70194°N 4.94944°Ö

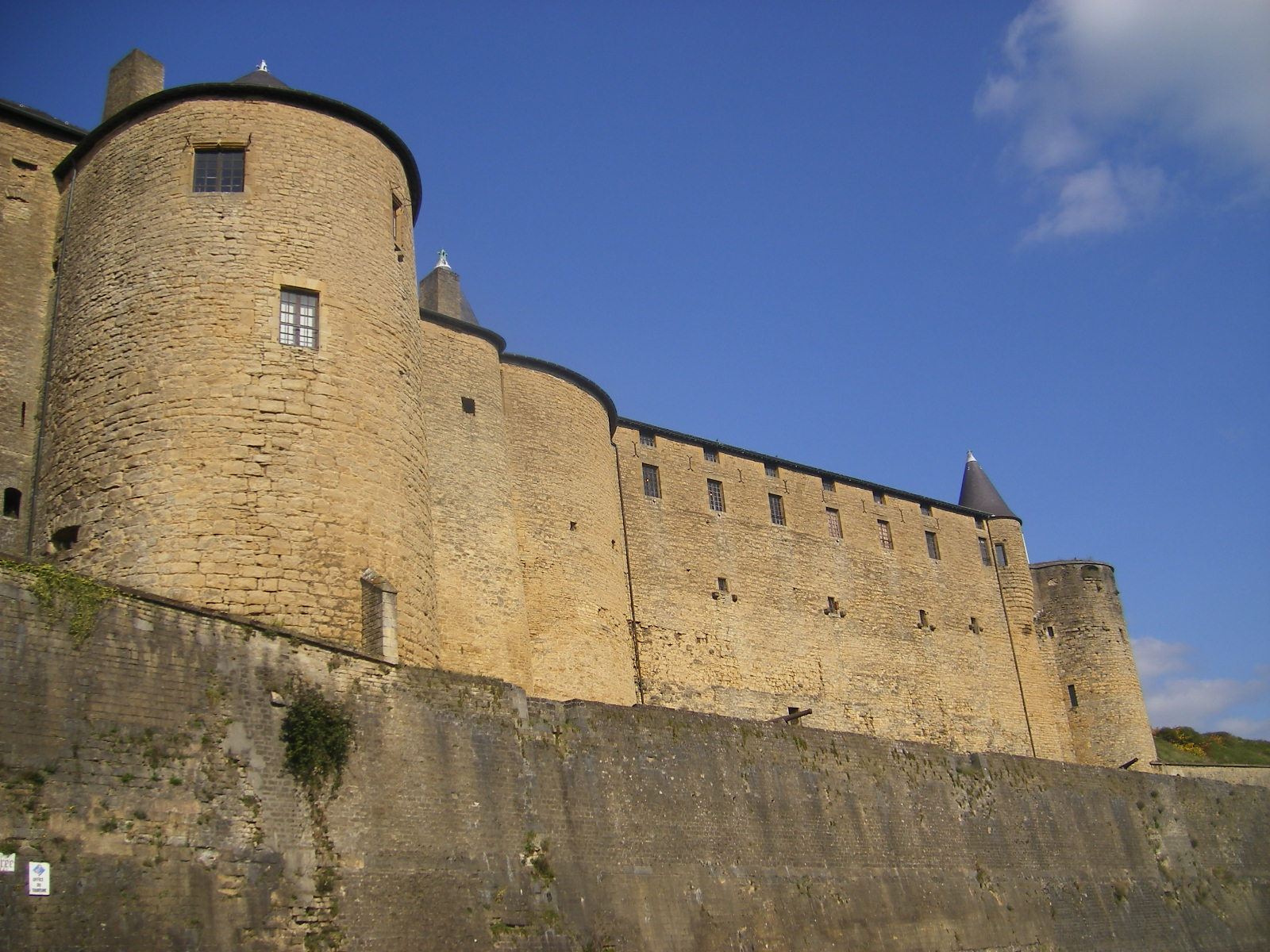
Slottet i Sedan

Idag är Sedan känt för sitt slott som vissa anser vara det största befästa medeltida slottet i Europa. Slottets totala yta är 35 000 kvadratmeter fördelat på sju våningar. Det är den enda kvarvarande delen av det tidigare enorma befästningsverket i och omkring staden.
Slottsbygget påbörjades 1424 när Evrard de la Marck byggde en herrgård med två tvillingtorn runt en kyrka. Detta tog sex år. När Evrard dog 1440 började hans son Jean de la Marck att förstärka byggnaden, men det var Jeans sonson Robert II de la Marck som slutförde det viktigaste arbetet. Under 1530 moderniserades befästningarna med en cirkelformad boulevard och terrasser med kanoner samt att den 4,5 meter tjocka muren byggdes på med ytterligare 26 meter. Under det kommande århundradet byggdes bastionerna, men de sprängdes bort i slutet av 1800-talet.
När furstendömet införlivades med Frankrike 1642 blev slottet en garnison och då byggde Vauban "Prinsarnas dörr" som en anpassning till artilleriets utveckling. Kyrkan Saint-Martin förstördes 1822 och ersattes med ett förråd för kanonkulor.
Den franska armén gav staden Sedan slottet som gåva 1962, och därefter gjordes flera restaureringsförsök. Idag är slottet en av departementet Ardennes större turistattraktioner men här finns också stadens turistkontor, ett trestjärnigt hotell samt ett museum. På museet finns bland annat en utställning om kriget 1870 samt en stor samling av preussiska hjälmar.

## Ekonomi
Med stöd från kardinal Mazarin blev Sedan ett centrum för tillverkning av tyg. Detta bidrog till stadens inkomster fram till slutet av 1800-talet.

## Sport
I Sedan finns fotbollsklubben CS Sedan.

## Personer
Bland annat följande personer föddes i Sedan:
- Henri de la Tour d'Auvergne de Turenne, 1611–1675, marskalk av Frankrike
- Étienne Jacques Joseph Macdonald, 1765–1840, marskalk av Frankrike
- Charles Baudin, 1792–1854, amiral
- Yves Congar, 1904–1995, teolog och kardinal
- Michel Fourniret, 1942–2021, seriemördare
- Yannick Noah, född 1960, tennisspelare